# Nicothoe brucei
Nicothoe brucei is een eenoogkreeftjessoort uit de familie van de Nicothoidae. De wetenschappelijke naam van de soort is voor het eerst geldig gepubliceerd in 1967 door Kabata.